# Vid Belec
Vid Belec (Maribor, 6 de junio de 1990) es un futbolista esloveno que juega de portero en el APOEL de Nicosia de la Primera División de Chipre.

## Selección nacional
Fue internacional con la selección de fútbol sub-19 de Eslovenia y con la selección de fútbol sub-21 de Eslovenia antes de ser internacional absoluto.
Recibió su primera llamada para la selección en febrero de 2011 debido a la lesión de Samir Handanović. Fue el portero titular de Eslovenia en la Liga de Naciones de la UEFA 2018-19.

### Participaciones en Eurocopas
| Copa          | Sede     | Resultado        | Partidos | Goles |
| ------------- | -------- | ---------------- | -------- | ----- |
| Eurocopa 2024 | Alemania | Octavos de final | 0        | 0     |

## Clubes
| Club                      | País     | Año       |
| ------------------------- | -------- | --------- |
| Inter de Milán            | Italia   | 2010-2015 |
| F. C. Crotone (cedido)    | Italia   | 2010-2012 |
| S. C. Olhanense (cedido)  | Portugal | 2013-2014 |
| Konyaspor (cedido)        | Turquía  | 2014-2015 |
| Carpi F. C.               | Italia   | 2015-2017 |
| Benevento Calcio          | Italia   | 2017-2018 |
| U. C. Sampdoria (cedido)  | Italia   | 2018      |
| U. C. Sampdoria           | Italia   | 2018-2020 |
| APOEL de Nicosia (cedido) | Chipre   | 2019-2020 |
| U. S. Salernitana 1919    | Italia   | 2020-2022 |
| APOEL de Nicosia          | Chipre   | 2022-     |

## Palmarés

### Títulos nacionales
| Título                     | Club             | País   | Año  |
| -------------------------- | ---------------- | ------ | ---- |
| Supercopa de Chipre        | APOEL de Nicosia | Chipre | 2019 |
| Primera División de Chipre | APOEL de Nicosia | Chipre | 2024 |
| Supercopa de Chipre        | APOEL de Nicosia | Chipre | 2024 |